# 무거고등학교
무거고등학교(無去高等學校)는 대한민국 울산광역시 남구 무거동에 위치한 공립 고등학교이다.

## 학교 연혁
- 2005년 12월 30일 : 울산광역시립학교(무거고등학교) 설립 인가(10학급)
- 2005년 12월 30일 : 울산광역시립학교(무거고등학교) 설립조례 제정
- 2006년 3월 1일 : 초대 류동년 교장 취임
- 2006년 3월 6일 : 제1회 입학식(10학급 382명 남 179명, 여 203명)
- 2009년 2월 13일 : 제1회 졸업식(졸업생 372명)
- 2024년 3월 1일 : 제8대 양승희 교장 취임
- 2025년 2월 6일 : 제17회 졸업식(졸업생 154명, 전체 5,255명)
- 2025년 3월 4일 : 제20회 입학식(5학급 120명 남 43명, 여 77명)

## 참고 자료
- 무거고등학교 - 한국교육학술정보원 학교알리미